# Serafín Ramírez
Serafín Ramírez (La Habana, 1833-La Habana, 1907) fue un crítico, periodista, músico y escritor cubano.

## Biografía
Nació en 1833 en La Habana. Músico y director del periódico La Habana Artística publicado en la ciudad homónima, fue autor de obras musicales. Entre sus obras se encontraron títulos como La Habana artística y el Prontuario del diletantti. Falleció el 11 de mayo de 1907 en su ciudad natal y habría sido enterrado presumiblemente en el cementerio de Colón.